# Jin Ju-hyung
Jin Ju-hyung (tên thật là Kim Jin-tae sinh ngày 24 tháng 11 năm 1994) là một diễn viên Hàn Quốc. Anh trở nên nổi tiếng khi thủ vai chính Lee Han-kyul trong bộ phim truyền hình Sunny Again Tomorrow (2018), và trong bộ phim Suspicious Partner (2017).

## Sự nghiệp

### 2013–2016: Khởi nghiệp
Jin bắt đầu đóng phim vào năm 2013 vai thám tử Goo trong bộ phim Scandal: A Shocking and Wrongful Incident. Vai diễn thứ hai của anh là phim "Blade Man" vào năm 2014 và nhiều vai khác trong năm 2016.

### 2018–nay: Vai diễn đầu tiên
Jin có vai chính đầu tiên là Lee Han-kyul trong bộ phim Sunny Again Tomorrow năm 2018.

## Điện ảnh
| Năm  | Tiêu đề     | Vai trò | Ghi chú                                                                         |
| ---- | ----------- | ------- | ------------------------------------------------------------------------------- |
| 2017 | You With Me | -       | Phim Hàn-Philippines Diễn viên Hyun Woo và nữ diễn viên Philippines Devon Seron |

### Phim truyền hình
| Năm  | Tiêu đề                         | Vai trò      | Ghi chú   |
| ---- | ------------------------------- | ------------ | --------- |
| 2013 | The Scandal                     | Thám tử Goo  |           |
| 2014 | Blade Man                       | Jung Joon    |           |
| 2016 | Cinderella with Four Knights    | Jun-su       |           |
| 2016 | Hwarang: The Poet Warrior Youth | Jang Hyun    |           |
| 2017 | Suspicious Partner              | Go Chan-ho   |           |
| 2017 | Live Up to Your Name            |              |           |
| 2018 | Sunny Again Tomorrow            | Lee Han-kyul | Vai chính |

### Video ca nhạc
| Năm  | Tiêu đề                      | Vai trò   | Ghi chú       |
| ---- | ---------------------------- | --------- | ------------- |
| 2017 | Cho ta gần hơn (I'm In Love) | Khách mời | MV của Chi Pu |
| 2018 | Mời Anh Vào Team (❤️) Em     | Khách mời | MV của Chi Pu |

## Giải thưởng và đề cử
| Năm  | Giải thưởng              | Thể loại    | Đề cử | Kết quả   | Tham khảo |
| ---- | ------------------------ | ----------- | ----- | --------- | --------- |
| 2018 | Asia Artist Awards lần 3 | Focus Award | —     | Đoạt giải | [ 4 ]     |